# الأكاديمية الإيرانية للفنون
الأكاديمية الإيرانية للفنون (الفارسية: فرهنگستان هنر ایران)؛ رسميًا أكاديمية الفنون في جمهورية إيران الإسلامية) تأسست في آذار 2000. وهي إحدى الأكاديميات الأربع للجمهورية الإسلامية الإيرانية؛ والأكاديميات الثلاث الأخرى هي الأكاديمية الإيرانية للعلوم الطبية، وأكاديمية العلوم الإيرانية، والأكاديمية الإيرانية للغة والأدب الفارسي. إن هيئة الشؤون الداخلية هي هيئة مرخصة تابعة للإدارة الرئاسية.

## الرئاسة
شغل مير حسين موسوي منصب الرئيس لمدة 11 عامًا حتى أُقيل في عام 2009. اُختير علي معلم الدمغاني رئيسًا ثانيًا للأكاديمية في كانون الأول 2009 من المجلس الأعلى للثورة الثقافية. ثم في آذار 2021، اُنتخب الأستاذ الجامعي بهمن نمفار مطلق رئيسًا للأكاديمية من خلال عملية المجلس الأعلى للثورة الثقافية ثم موافقة الرئيس حسن روحاني.
في حزيران 2023، اُنتخب مجيد شاه حسيني رئيسًا جديدًا للأكاديمية الإيرانية للفنون.

## المنظمة
تتكون الأكاديمية من رئيس الدولة بصفته المستشار الأعلى للأكاديميات، ومجلس الأمناء، والجمعية العامة، ورئيس الأكاديمية، ومجلس الخبراء.

## الأهداف
ومن بين أهداف الأكاديمية الإيرانية للفنون: اقتراح سياسات للحفاظ على الفنون الإسلامية والوطنية والمحلية وترويجها؛ والبحث والاستفادة من النظريات الفنية الجديدة بالاعتماد على الأسس الوطنية والإسلامية؛ ودعم وتشجيع البحوث الأساسية ومتابعة تنفيذ المشاريع والدراسات الفنية على المستوى الوطني؛ والتقييم السنوي لمؤشرات الفن في البلاد؛ ودراسة أوجه القصور في النظام التعليمي للبلاد في مجال الفن وتقديم المقترحات للمؤسسات ذات الصلة.

## الأعضاء
تتكون الأكاديمية من ثلاثة أنواع من الأعضاء: الأعضاء الدائمون والأعضاء المنتسبون والأعضاء الفخريون.
وبحسب المادة 16 من النظام الأساسي للأكاديمية، فإن الأكاديمية الإيرانية للفنون ستتكون من ثلاثين عضوًا منتظمًا، يُنتخب عشرون منهم بترشيح من مجلس الفنون وموافقة المجلس الأعلى للثورة الثقافية، ويُنتخب العشرة المتبقون من العشرين.

## الأقسام
1. المبنى المركزي
2. معهد سابا للثقافة والفنون (SCAI)
3. مجمع آسمان الثقافي والفني (ACAC)
4. متحف فلسطين للفنون المعاصرة (PMCA)
5. مركز نقش جهان لأبحاث الفنون (NJARC)
6. مركز أبحاث الفنون (ARC)
7. المكتبة المتخصصة

## روابط خارجية
- الموقع الرسمي
- النسخة الإنجليزية من الموقع الرسمي